# 紀猿取
紀 猿取（き の さるとり）は、奈良時代の公卿。御史大夫・紀大人の孫。紀飽邑の子。従七位下。子に紀船守がいる。石清水八幡宮祠宮系図などに記載がある。